# Down in New Orleans
Down in New Orleans ist ein Song von Randy Newman, den er für den Film Küss den Frosch schrieb, der 2009 veröffentlicht wurde. Gesungen wird er von Dr. John. In der deutschsprachigen Fassung heißt das Lied In New Orleans und wird von Roger Cicero  gesungen.

## Veröffentlichung
Down in New Orleans wurde als Teil des Soundtracks des Films Küss den Frosch veröffentlicht.

## Auszeichnungen
Down in New Orleans wurde (zusammen mit Almost There aus dem gleichen Film) für die Kategorie Bester Song bei der Oscarverleihung 2010 nominiert, gewonnen hat allerdings The Weary Kind aus dem Film Crazy Heart. Das Lied war auch für den Satellite Awards 2009 in der Kategorie Bester Filmsong nominiert, auch da gewann The Weary Kind. Das Lied war auch für den Grammy Award for Best Song Written for a Motion Picture, Television or Other Visual Media nominiert, auch diesen gewann The Weary Kind.